# Obniżenie Dusznickie

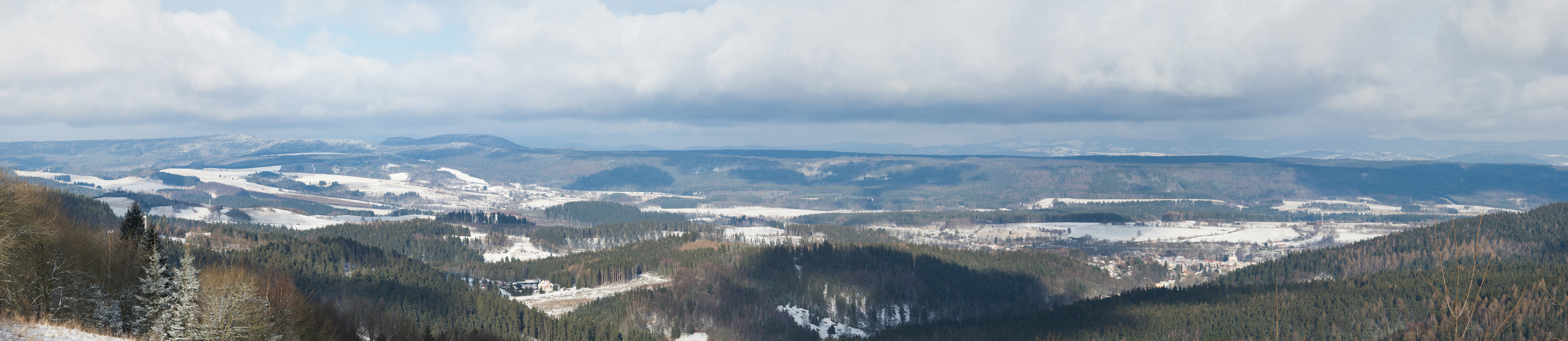
Obniżenie Dusznickie

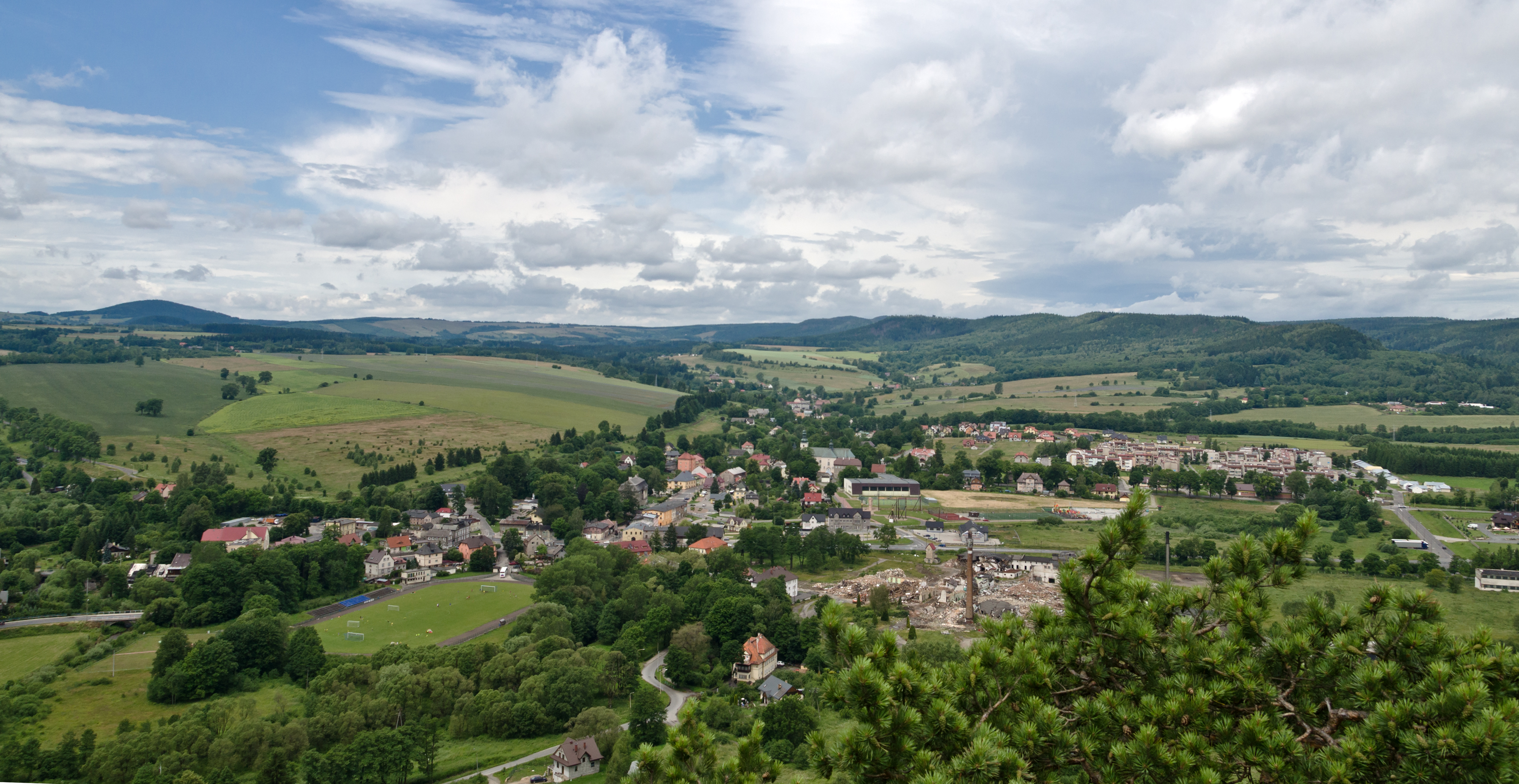
Szczytna i okolice

Obniżenie Dusznickie – region naturalny w południowo-zachodniej Polsce, w Sudetach Środkowych.

## Położenie
Obniżenie Dusznickie położone jest w południowo-zachodniej Polsce na wysokości około 550 m n.p.m., pomiędzy Górami Stołowymi na północy i zachodzie, Wzgórzami Lewińskimi na zachodzie oraz Pogórzem Orlickim i Górami Bystrzyckimi na południu.